# Burg Ruppertsecken
Die Burg Ruppertsecken, auch Raubschloss genannt,  ist die Ruine einer Höhenburg auf dem Schlossberg bei 498 m ü. NHN in der Ortsgemeinde Ruppertsecken im Donnersbergkreis der Verbandsgemeinde Nordpfälzer Land in Rheinland-Pfalz.

## Geschichte
Erstmals erwähnt wird die Burg in einer Urkunde vom 17. Juli 1344, im Besitz der Pfalzgrafen Ruprecht I. und seinem Neffen Ruprecht II., als die nahe gelegene Burg Frauenstein dem Ritter Hermann von Hohenfels als erbliches Lehen übertragen wurde. In einer Urkunde vom 1. Juni 1401 wurde die Burg an Dieter Landschad von Steinach und seine Ehefrau Irmgard für 4600 Goldgulden verpfändet. Am 30. März 1406 wurde die Burg den Wormser Kämmerer Johann von Worms für 3000 Gulden veräußert. Durch Erbteilung gelangte die Burg am 3. Oktober 1410 an den Herzog Stephan von Pfalz-Simmern-Zweibrücken. Am 16. September 1444 wurde die Burg an Ludwig von Pfalz-Zweibrücken-Veldenz übertragen.
Am 2. Oktober 1470 begann Pfalzgraf Friedrich I. mit einer 14-tägigen Belagerung der Burg, sie wurde geplündert und niedergelegt. Der kurpfälzische Geschützmeister Martin Merz leitete die Beschießung. Ein Wiederaufbau wurde verboten.
Im Jahr 1794 kamen die Burgreste mit dem Dorf an die Kurpfalz. Noch 1825 wird von einem „aufstrebenden Mauerwerk“ gesprochen.
Im Laufe der Zeit haben die Bewohner des Dorfes die Steine zum Hausbau abgefahren. Unter anderem wurde mit diesen der 1869 errichtete Glockenturm im Dorf erbaut.
Auf dem Burggelände wurde 1889 ein Wasserhochbehälter in Form eines mittelalterlichen Donjon errichtet, umgebaut und saniert wurde dieser nochmal 1963.

## Sage
Der Sage nach war der Pfalzgraf sehr zornig, weil die Belagerung trotz seiner stattlichen Streitmacht so lange dauerte. Der Pfalzgraf dachte das Felsennest schnell einnehmen zu können, aber der Graf in der Burg mit seinen Mannen verstand sich ganz ausgezeichnet auf die Verteidigung. Der Pfalzgraf wollte den Grafen hintergehen und ließ, während die Waffen ruhten, dessen Gemahlin der Gräfin eine Nachricht zukommen, dass sie Burg unbeschadet verlassen dürfe und sie, so wie alles was sie tragen könne, verschont werde. Kurz darauf öffnete sich das Burgtor und die Gräfin kam heraus, auf ihrem Rücken trug sie ihren Gemahl den Grafen. Der Pfalzgraf hielt sein Wort und schenkte darüber hinaus allen weiteren Verteidigern das Leben, weil er solch Treue gegenüber einem Herrn belohnte.